# Cnemidocarpa clipeata
Cnemidocarpa clipeata är en sjöpungsart som först beskrevs av Ärnbäck 1921.  Cnemidocarpa clipeata ingår i släktet Cnemidocarpa och familjen Styelidae.
Artens utbredningsområde är Norra Ishavet. Inga underarter finns listade i Catalogue of Life.